# Ördög vigye
Az Ördög vigye! 1990-ben forgatott, 1992-ben bemutatott színes, magyar vígjáték, Pajer Róbert rendezésében.

## Történet
1990-et írunk. Budapestre érkezik az Ördög (aki ráadásul nő), hogy megszerezze az életelixírt, egy magyar kutató találmányát, mielőtt végleg kiürülne a pokol. De Jambus Ármin professzor lakásába még maga a sátán se tud bejutni, csak egy vízvezeték-szerelő: Kótai Géza. Nincs más megoldás; a szerelőt meg kell környékezni.

## Szereplők
- Psota Irén – Micci Diabolo, az ördög
- Bezerédi Zoltán – Kótai Géza
- Dörner György – Buczella Pici
- Gáspár Sándor – Buczella Sanyi
- Bán János – Fritzwalter
- Kishonti Ildikó (hangja: Láng József) – Max Devil
- Franciszek Pieczka (hangja: Raksányi Gellért) – Jambus Ármin
- Dénes Andrea (hangja: Kishonti Ildikó) – Micy
- Ujlaki Dénes – Pistyur Sándor, az após
- Zsíros Ágnes – Margit, a feleség
- Reviczky Gábor – Dr. Fritz
- Hollósi Frigyes – Spiecelhalter Ferenc
- Bata János
- Bertalan Ágnes
- Róna Júlia
- Széki József
- Molnár György
- Antal Imre
- Kamondi Imre
- Galkó Balázs
- Lilienberg Ferenc

## Szállóigévé vált idézet
-Mi az? Száz lába van, és hét foga?

-?

-A veresegyházi asszonykórus.

## Díjak
- 1993: Magyar Filmkritikusok Díja a legjobb férfi alakításért Gáspár Sándornak.

## Televíziós megjelenés
TV-2, HBO, Duna TV, TV3, Filmmúzeum, M3, M5

## Külső hivatkozások
- Ördög vigye! a PORT.hu-n (magyarul)
- Ördög vigye! az Internet Movie Database oldalon (angolul)
- FilmKatalógus.hu
- NAVA.hu
- Filmvilág.hu
- Tükrön túli birodalom
- Index Fórum